# Missão Velha
Missão Velha é um município brasileiro do estado do Ceará. Localiza-se a uma latitude 07º14'59" sul e a uma longitude 39º08'35" oeste, estando a uma altitude de 360 metros. O Instituto Brasileiro de Geografia e Estatística estimou população para 2018 em 35 672 habitantes. Possui uma área de 645,703 km². Localiza-se na Região Metropolitana do Cariri.
Missão Velha possui patrimônios naturais como a cachoeira de Missão Velha e pontos onde há uma grande concentração de fósseis. Por esses e outros motivos, Missão Velha faz parte do único Geopark da América Latina, criado pelo governo do estado do Ceará. Missão velha faz parte do sertão do cariri e tem muitas belezas naturais.

## Etimologia
A denominação Missão Velha faz alusão ao trabalho catequético dos frades capuchinhos do Recife, que após fundarem uma missão cristã no Sítio Cachoeira, se transferiram para o Sítio Santo Antônio, passando a se referirem a primeira missão do Sítio Cachoeira por missão velha e a missão do Sítio Santo Antônio por missão nova, que viria a se tornar distrito de Missão Velha.

## História

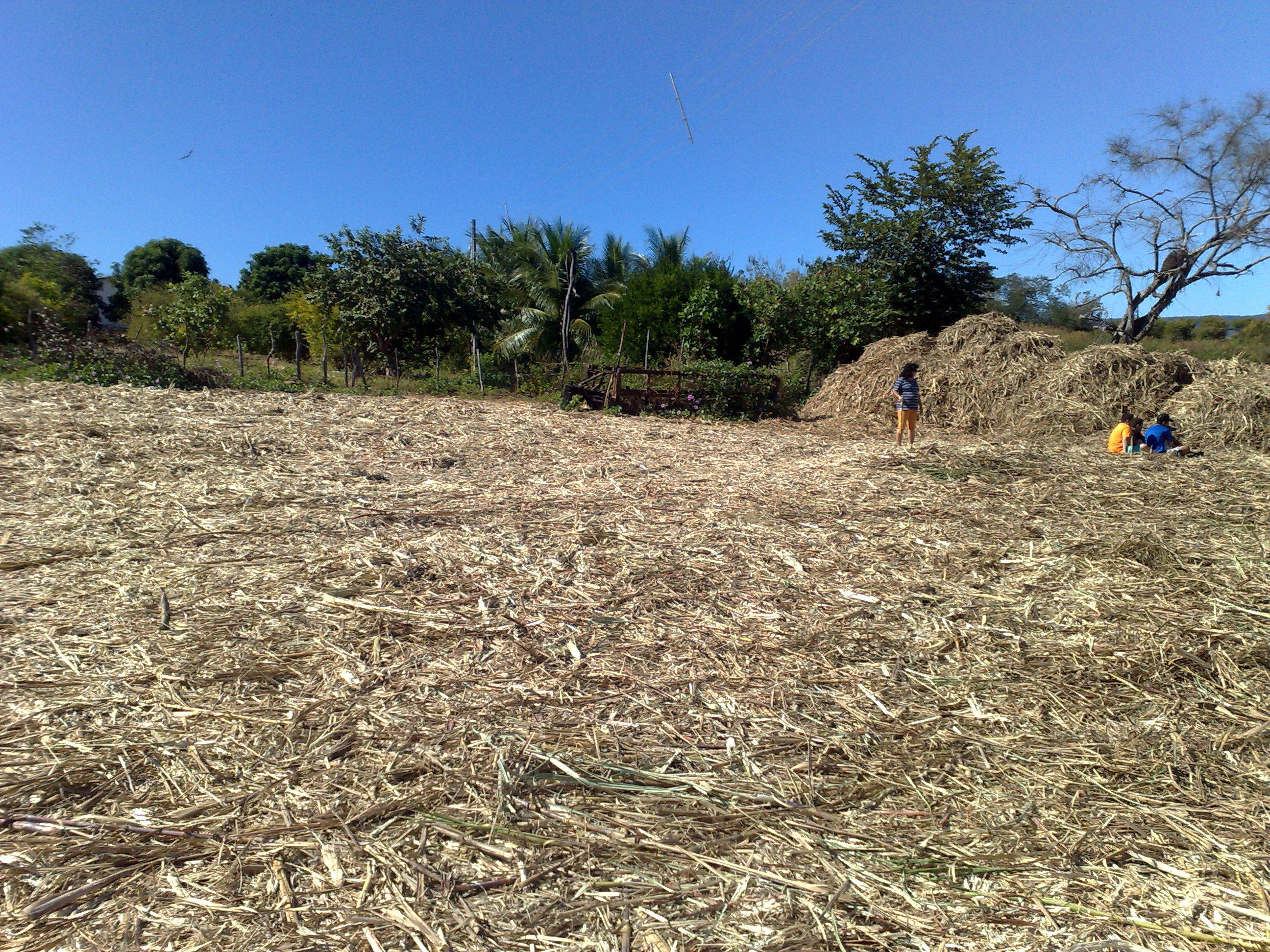
Palha e bagaço de cana de um dos engenhos do município

Segundo uma das versões, o Cariri cearense foi colonizado por emissários da Casa da Torre, um deles, João Correia Arnaud, chegou à região no início do Século XVIII, vindo da região de Inhambupe na Bahia e considerado descendente de Diogo Álvares Correia, o Caramuru, um dos primeiros brancos a se fixarem no Brasil.
Um jovem escravo fugido foi criado pelos índios cariris, um grupo refugiado do Planalto da Borborema pela penetração dos brancos, ao qual se agregaram quilombolas e outras tribos. Com a guerra entre estes Cariris, que deram nome a região, e os guerreiros Cariús, aquele escravo, que sabia falar português, foi nomeado emissário.
Em apoio aos cariris, João Correia Arnaud e outros vaqueiros foram enviados com homens, armas de fogo e títulos conseguidos pelos D’Ávila, iniciando a colonização do lugar, fundaram igrejas e estabeleceram as primeiras fazendas, sendo este ou seu homônimo o fundador desta cidade de Missão Velha.

## Serviços Públicos
O Governo Estadual do Ceará tem no município os seguintes postos de saúde: Missão Velha, Jamacaru, de Sítio Aleixo, Riacho Seco e o Centro de Saúde Dra. Raimunda Alves de Oliveira. A Prefeitura Municipal Mantém: Órgão Municipal de Saúde de Missão Velha. Há ainda o Ambulatório mantido pelos servidores do Sindicato dos Trabalhadores Rurais.

## Eventos
- Festa de São José (19 de março)
- Coroação de Nossa Senhora 31 de maio
- Festival de Quadrilhas Juninas (junho)
- Festival Regional de Música Popular (novembro) - extinto
- Vaquejada por tradição no primeiro final de semana do mês de julho
- Dia do Município (11 de julho).

## Atrativos turísticos
- Cachoeira de Missão Velha: Localizada no Sítio Cachoeira, a 6 km da sede da cidade, esta cachoeira é um geossítio de grande importância geológica e está dentro do Parque Natural Municipal da Cachoeira de Missão Velha.[7] As quedas-d'água são de aproximadamente 12 metros de altura. A cachoeira é um marco da história da escassez de água no Estado, visto que era um dos poucos lugares com água durante todo o ano. Foi morada de povos indígenas nos períodos pré-históricos e preserva casas em ruínas datadas de antes da colonização. Acredita-se também que foi ponto de encontro de cangaceiros no início do século XX.[8]
- Praça Nossa Senhora de Fátima localizada nas ruas: Afonso Ribeiro; Padre Fêlix desembargador Juvêncio Santane e a Avenida Cel. José Dantas no centro da cidade.
- Igreja Matriz de São José localizada na Praça Monsenhor Horácio.
- Parque de Eventos Pinheirão localizado na nova Avenida por trás do Estádio Valdomiro Dantas.
- Vaquejada anual no parque local.
- Festa de São José, o dia do Santo Padroeiro da cidade e da Igreja é comemorado em 19 de março.
- Banda Cabaçal de Missão Velha: Patrimônio Imaterial do Cariri.
- O Santuário Mãe Rainha de Missão Velha, localizado no Espaço Terceiro Milênio na avenida Cel. José Dantas.

## O Padroeiro São José
Sua festa é comemorada no dia 19 de março, e sua devoção em Missão Velha se iniciou com a construção da Igreja Matriz de São José, antes a padroeira da cidade era Nossa Senhora da Luz, e o primeiro padre foi o Padre Gonçalo Coelho de Lemos.